# Tatjana Nikolajewna Lukaschewitsch
Tatjana Nikolajewna Lukaschewitsch (russisch Татьяна Николаевна Лукашевич; * 8. Novemberjul. / 21. November 1905greg. in Jekaterinoslaw; † 2. März 1972 in Moskau) war eine sowjetische Filmregisseurin und Drehbuchautorin.

## Leben
Nach dem Studium am Moskauer Staatlichen Technikum für Kinematographie in der Fakultät für Regie (Abschluss 1927) arbeitete Lukaschewitsch als Regie-Assistentin bei A. Chodatajews Film Eine von vielen und Boris Barnets Film Moskau im Oktober mit. Als Regisseurin drehte sie 1928 den populärwissenschaftlichen Film Krieg gegen den imperialistischen Krieg. Im Meschrabpomfilm-Filmstudio drehte sie 1929 nach ihrem Drehbuch den Spielfilm Das Verbrechen Iwan Karawjews.
Ab 1932 war Lukaschewitsch Regisseurin des Mosfilm-Filmstudios. Mit Ruben Simonow drehte sie 1934 den Spielfilm Frühlingstage. Sie war 1937 Regisseurin bei der Verfilmung des Romans Die Elenden von Victor Hugo mit dem Titel Gavroche. Es folgte 1939 Der Findling.
Während des Deutschen Angriffskriegs gegen die Sowjetunion drehte Lukaschewitsch Dokumentarfilme und populärwissenschaftliche Filme für Wojentechfilm (nach dem Krieg Mosnautschfilm). Nach dem Krieg folgte eine Reihe von Spielfilmen, die sie sehr bekannt machte.
Lukaschewitsch starb am 2. März 1972 in Moskau und wurde auf dem Friedhof Wostrjakowo begraben.

## Ehrungen, Preise
- Orden des Roten Banners der Arbeit (1960)[6]